# Michael Ponti
Michael Ponti (* 29. Oktober 1937 in Freiburg im Breisgau; † 17. Oktober 2022 in Garmisch-Partenkirchen) war ein US-amerikanischer Pianist, der in Deutschland geboren und teilweise ausgebildet wurde.

## Leben
Pontis Vater war Presseoffizier der US-Armee, seine Mutter Deutschlehrerin. Er verbrachte seine Jugend in den USA und studierte Klavier in Washington, D.C. bei Gilmour McDonald, einem ehemaligen Schüler und Assistenten von Leopold Godowsky. Nachdem der Vater erneut nach Deutschland versetzt worden war, setzte er seine Studien von 1955 bis 1961 bei Erich Flinsch (einst Schüler und Assistent von Emil von Sauer) an der Frankfurter Musikhochschule fort. Seine internationale Karriere begann mit dem 1. Preis beim Busoni-Wettbewerb 1964, nachdem er bei diesem Wettbewerb bereits 1956 den 4. und 1958 den 3. Preis erhalten hatte.
Ponti galt als Pianist, der die technischen Schwierigkeiten suchte; so umfasste ein Klavierabend in London sechs der Études d’exécution transcendante von Liszt, gefolgt von Chopins Etüden op. 25, den Sinfonischen Etüden und der Toccata von Schumann und endete mit Skrjabins 4. Sonate. Bei seinem New Yorker Debüt im März 1972 spielte er drei Stunden lang und gab neun Zugaben. Von 1977 bis 1999 spielte Ponti auch im Trio mit dem US-amerikanischen Geiger Robert Zimansky und dem Cellisten Jan Polasek und trat in einer Auswahl von Liedern von Charles Ives als Begleiter für Dietrich Fischer-Dieskau auf.
Anfang der 1970er Jahre nahm Ponti eine große Anzahl unbekannter romantischer Klavierkonzerte für Vox/Turnabout, zumeist in Weltersteinspielungen, sowie das Solo-Gesamtwerk mehrerer Komponisten, unter anderem Skrjabin, Rachmaninoff und Tschaikowski, auf. Seine v. a. aus dieser Zeit stammende Diskografie umfasst daher mehr als 80 Platten. Später spielte er für das französische Label Dante sowie für Naxos ein.
Im Jahr 2000 erlitt Ponti einen Schlaganfall, wonach er die rechte Hand nicht mehr nutzen konnte. Ab 2002 trat Ponti mit Repertoire für die linke Hand alleine, wie von dem einarmigen Pianisten Paul Wittgenstein in Auftrag gegebenen Werken, auf. Ein Klavierkonzert für die linke Hand schrieb der Komponist und Dirigent Paul Theissen für Ponti, mit dem er schon vor dem Schlaganfall zusammengearbeitet hatte.
Ponti lebte in Eschenlohe und verbrachte die letzten fünf Jahre in einem Seniorenheim in Garmisch-Partenkirchen, wo er im Oktober 2022 im Alter von 84 Jahren starb.